# زيردة (دهشال)
زیردة (بالفارسية: زیرده) هي قرية تقع في إيران في قسم دهشال الريفي. يقدر عدد سكانها بـ 13 نسمة بحسب إحصاء 2016.